# Shirley Plantation
Plantacja Shirley (Shirley Plantation) – plantacja położona na północnym brzegu rzeki James w stanie Wirginia przy malowniczej odnodze drogi stanowej Nr. 5. Plantacja Shirley jest najstarszą czynną plantacją w Wirginii i najstarszą rodzinną firmą w USA, której początki sięgają 1614. Działalność rozpoczęła w 1648 i do czasu zniesienia niewolnictwa do prac rolnych zatrudnieni byli niewolnicy. W różnych okresach pracowało ich na plantacji od 70 do 90.
Ze względu na znaczenie historyczne plantacja Shirley w 1979 została umieszczona w oficjalnym rejestrze zasobów kulturowych USA zasługujących na ochronę (National Register of Historic Places) i w 1970 w National Historic Landmark.

## Historia

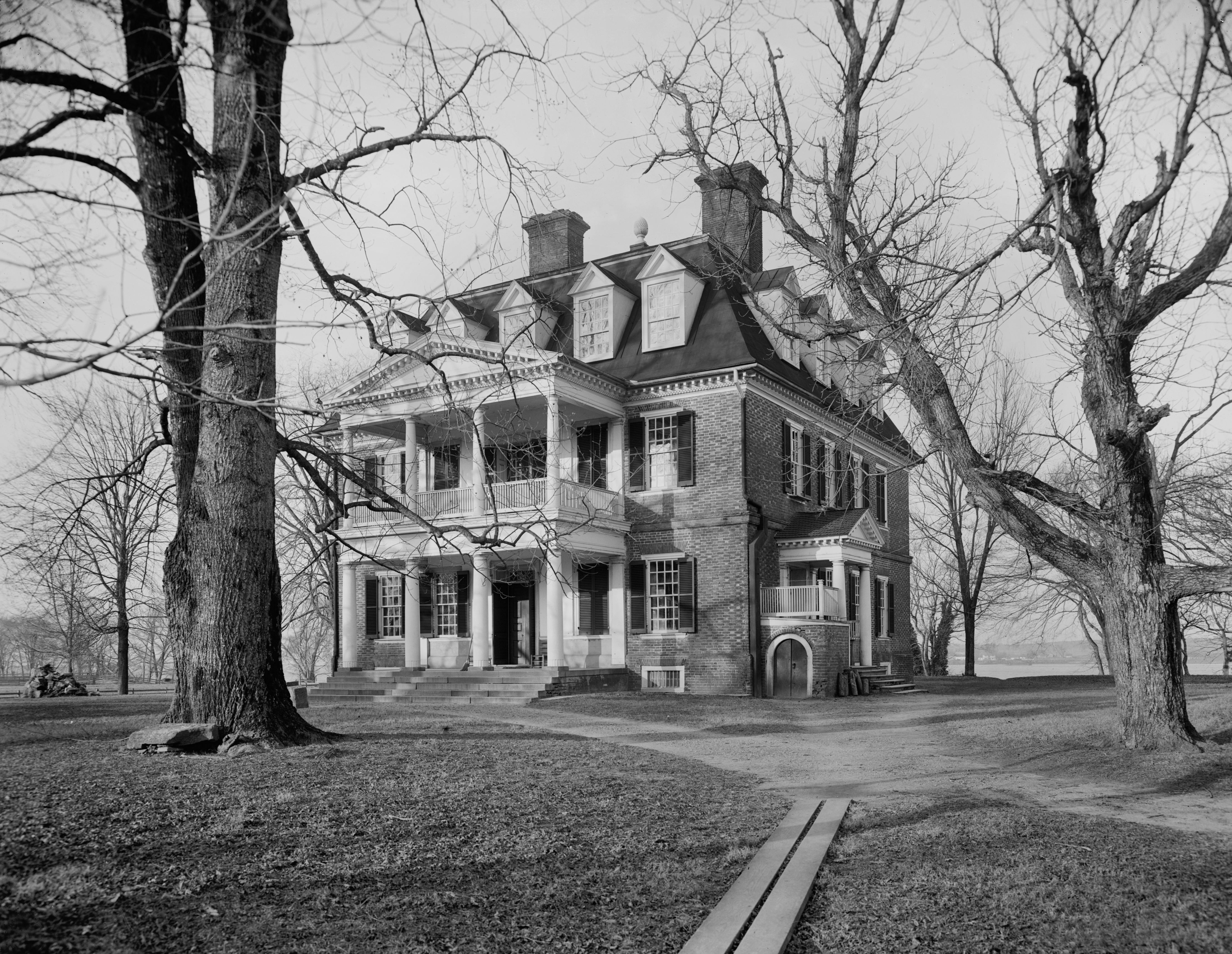
Główny budynek plantacji Shirley, około 1900–1906. Fotograf: William Henry Jackson

Ziemie plantacji Shirley zostały zasiedlone w 1613 i były przeznaczone pod uprawę tytoniu, który był sprzedawany w kolonii i wysyłany do Anglii. W 1638 ziemia pierwotnie o obszarze 450 akrów została przekazana politykowi z Wirginii Edwardowi Hillowi i stanowiła początek plantacji, która następnie była powiększana przez sukcesywne dokupowanie ziemi. 
Podczas tzw. rebelii Bacona w 1676, która była zbrojnym wystąpieniem osadników przeciwko gubernatorowi Williamowi Berkeleyowi, plantacja została zajęta przez rebeliantów i splądrowana. Nathaniel Bacon pokazał, że biedni biali i biedni czarni mogą się zjednoczyć w sprawach wspólnych interesów. Po odbudowaniu posiadłości przez Edwarda Hilla II, po bezpotomnej śmierci w wieku 16 lat Edwarda Hilla IV, majątek powrócił do najmłodszej córki Hilla III, Elżbiety, która poślubiła Johna Cartera. Plantacja jest do dziś w rękach potomków rodziny Hill - Carter.
Dziś Shirley nadal jest działającą plantacją, prywatnym domem rodzinnym, rozwijającą się firmą, National Historic Landmark i bezpośrednim łącznikiem między przeszłością, a teraźniejszością. Piętra domu zajmują członkowie jedenastego pokolenia rodziny właścicieli, a dolna kondygnacja udostępniona jest dla zwiedzających. Specjalne programy, wydarzenia i wystawy przez cały rok.